# Perga brullei
Perga brullei – gatunek błonkówki z rodziny Pergidae.

## Taksonomia
Gatunek ten został opisany w 1880 roku przez Johna Westwooda. Jako miejsce typowe podano Australię. Syntypem był samiec. Ten sam autor, w tym samym roku, opisał ten gatunek również pod dwiema innymi nazwami: Perga cressonii (miej. typ. okolice Rzeki Łabędzia, syntypem była samica, zsynonimizowana przez Friedricha Konowa w 1905) i Perga ritsemei (miej. typ. Adelaide, syntypem był samiec, zsynonimizowana przez Francisa Morice'a w 1919). W 1882 roku opisał go również W. F. Kirby pod nazwą Perga dubia (miej. typ. okolice Rzeki Łabędzia, holotypem był samiec, zsynonimizowana przez Morice'a w 1919). Sam Morice, w 1919, opisał również ten gatunek pod nazwą Perga vacillans (miej. typ. okolice Rzeki Łabędzia, syntypem była samica), zsynonimizowaną w 1939 przez R. B. Bensona.

## Zasięg występowania
Australia. Notowany we wsch. i płd. części kraju, stanach Queensland, Wiktoria, Australia Południowa i Australia Zachodnia.